# 富加町
富加町（とみかちょう）は、岐阜県加茂郡に属する町。

## 地理

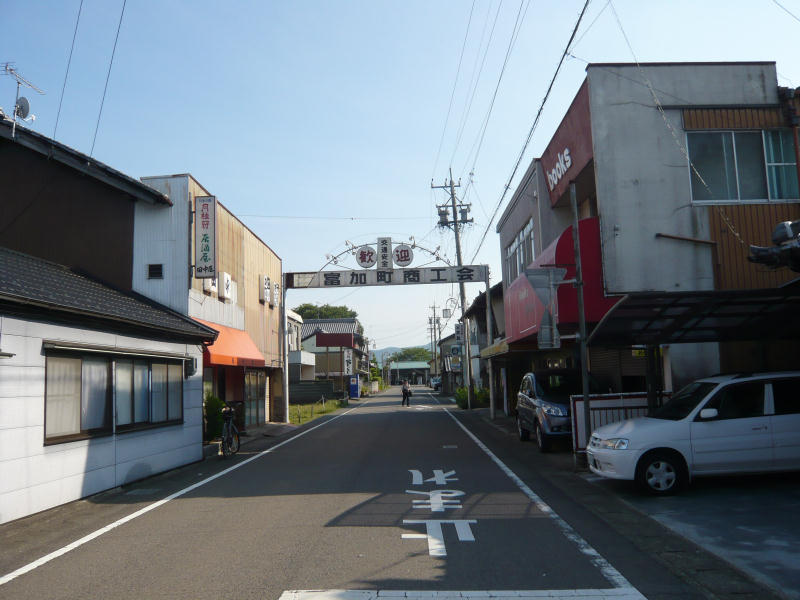
富加駅前商店街

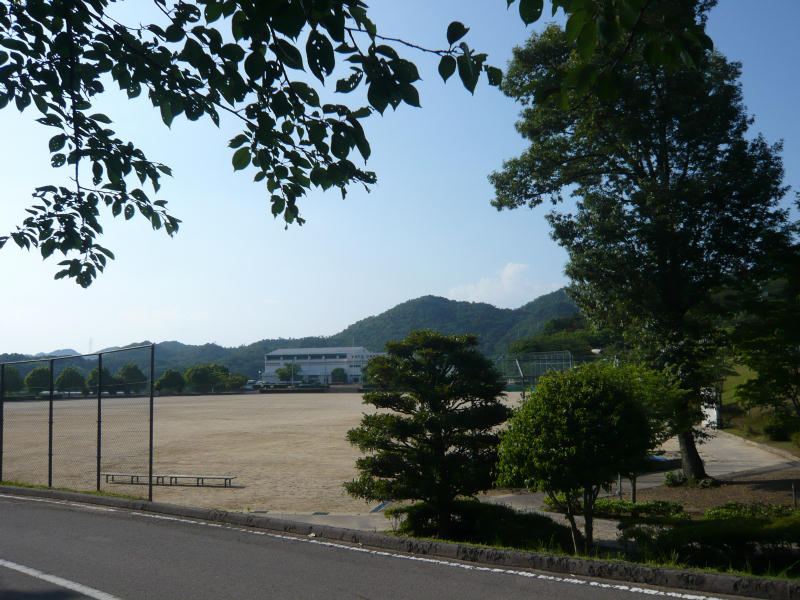
半布ヶ丘公園

濃尾平野の最北端（旧飛騨街道の出入口）にあたり、中濃（旧美濃国の中部）の中央部に位置する。町内の半分近くを山林が占め、平地は住宅地となっている。
- 山：梨割山（278.2m）
- 加治田山（加治田城・却敵城）
- 白華山（白華山清水寺）
- 堂洞山（富加町夕田　堂洞城）
- 高畑山（旧織田信長本陣跡）
- 大平賀・犬山・加治田川小牧（丘陵）
- 河川：川浦川、津保川、大洞川

### 地名
- 大平賀
- 大山
- 加治田
- 高畑
- 滝田
- 羽生
- 夕田

## 歴史
古代には数多くの古墳が存在し、渡来人の存在や、富加町の氏族と朝廷との繋がりが知られる。日本最古の戸籍「半布里戸籍」ゆかりの地である。
戦国時代には美濃佐藤氏・美濃斎藤氏が拠った加治田城の遺構が残っている。中濃攻略戦の際には織田信長も加治田城に泊まっており、信長と美濃斎藤氏との繋がりも深い。戦国時代においては3度の合戦（加治田・堂洞合戦、関・加治田合戦、加治田・兼山合戦）が富加町内で行われている。

### 年表
- 1889年（明治22年）7月1日 - 岐阜県において町村制が施行される。現在の富加町域では加茂郡加治田村・滝田村・羽生村・高畑村・大山村・夕田村・大平賀村が発足する[1]。
- 1897年（明治30年）4月1日 - 滝田村・羽生村・高畑村・大山村・夕田村が合併して富田村が発足する[2]。
- 1949年（昭和24年）10月1日 - 富岡村から大平賀が分離して富田村に編入される[2]。
- 1954年（昭和29年）7月1日 - 富田村と加治田村が合併して富加村が発足する[3]。
- 1974年（昭和49年）7月1日 - 富加村が町制を施行して富加町が発足する[4]。
- 2003年（平成15年）4月1日 - 美濃加茂市と加茂郡の6町1村（坂祝町、富加町、川辺町、七宗町、八百津町、白川町、東白川村）が、「美濃加茂市・加茂郡町村合併協議会」を設置。
- 2004年（平成16年）12月31日 - 合併協議会解散。

### 変遷表
| 明治元年          | 明治8年 6月       | 明治12年 3月18日 郡区町村 編制法施行 | 明治22年 7月1日 町村制施行 | 明治28年 1月1日 | 明治30年 4月1日               | 大正2年 7月1日  | 昭和23年 12月10日 | 昭和24年 10月1日  | 昭和25年 10月15日 | 昭和29年 7月1日               | 昭和49年 7月1日                    | 現在          |
| ----------------- | ----------------- | ------------------------------------ | -------------------------- | --------------- | ----------------------------- | --------------- | ----------------- | ----------------- | ----------------- | ----------------------------- | ---------------------------------- | ------------- |
| 加茂郡 滝田村     | 加茂郡 滝田村     | 加茂郡 滝田村                        | 加茂郡 滝田村              | 加茂郡 滝田村   | 明治30年 4月1日 加茂郡 富田村 | 加茂郡 富田村   | 加茂郡 富田村     | 加茂郡 富田村     | 加茂郡 富田村     | 昭和29年 7月1日 加茂郡 富加村 | 昭和49年 7月1日 加茂郡 町制 富加町 | 加茂郡 富加町 |
| 加茂郡 羽生村     | 加茂郡 羽生村     | 加茂郡 羽生村                        | 加茂郡 羽生村              | 加茂郡 羽生村   | 明治30年 4月1日 加茂郡 富田村 | 加茂郡 富田村   | 加茂郡 富田村     | 加茂郡 富田村     | 加茂郡 富田村     | 昭和29年 7月1日 加茂郡 富加村 | 昭和49年 7月1日 加茂郡 町制 富加町 | 加茂郡 富加町 |
| 加茂郡 大山村     | 加茂郡 大山村     | 加茂郡 大山村                        | 加茂郡 大山村              | 加茂郡 大山村   | 明治30年 4月1日 加茂郡 富田村 | 加茂郡 富田村   | 加茂郡 富田村     | 加茂郡 富田村     | 加茂郡 富田村     | 昭和29年 7月1日 加茂郡 富加村 | 昭和49年 7月1日 加茂郡 町制 富加町 | 加茂郡 富加町 |
| 加茂郡 高畑村     | 加茂郡 高畑村     | 加茂郡 高畑村                        | 加茂郡 高畑村              | 加茂郡 高畑村   | 明治30年 4月1日 加茂郡 富田村 | 加茂郡 富田村   | 加茂郡 富田村     | 加茂郡 富田村     | 加茂郡 富田村     | 昭和29年 7月1日 加茂郡 富加村 | 昭和49年 7月1日 加茂郡 町制 富加町 | 加茂郡 富加町 |
| 加茂郡 夕田村     | 加茂郡 夕田村     | 加茂郡 夕田村                        | 加茂郡 夕田村              | 加茂郡 夕田村   | 明治30年 4月1日 加茂郡 富田村 | 加茂郡 富田村   | 加茂郡 富田村     | 加茂郡 富田村     | 加茂郡 富田村     | 昭和29年 7月1日 加茂郡 富加村 | 昭和49年 7月1日 加茂郡 町制 富加町 | 加茂郡 富加町 |
| 加茂郡 加治田村   | 加茂郡 加治田村   | 加茂郡 加治田村                      | 加茂郡 加治田村            | 加茂郡 加治田村 | 加茂郡 加治田村               | 加茂郡 加治田村 | 加茂郡 加治田村   | 加茂郡 加治田村   | 加茂郡 加治田村   | 昭和29年 7月1日 加茂郡 富加村 | 昭和49年 7月1日 加茂郡 町制 富加町 | 加茂郡 富加町 |
| 加茂郡 絹丸村     | 加茂郡 加治田村   | 加茂郡 加治田村                      | 加茂郡 加治田村            | 加茂郡 加治田村 | 加茂郡 加治田村               | 加茂郡 加治田村 | 加茂郡 加治田村   | 加茂郡 加治田村   | 加茂郡 加治田村   | 昭和29年 7月1日 加茂郡 富加村 | 昭和49年 7月1日 加茂郡 町制 富加町 | 加茂郡 富加町 |
| 加茂郡 川小牧村   | 加茂郡 加治田村   | 加茂郡 加治田村                      | 加茂郡 加治田村            | 加茂郡 大平賀村 | 加茂郡 富岡村                 | 加茂郡 加治田村 | 加茂郡 加治田村   | 加茂郡 加治田村   | 加茂郡 加治田村   | 昭和29年 7月1日 加茂郡 富加村 | 昭和49年 7月1日 加茂郡 町制 富加町 | 加茂郡 富加町 |
| 加茂郡 大平賀村   | 加茂郡 大平賀村   | 加茂郡 大平賀村                      | 加茂郡 大平賀村            | 加茂郡 大平賀村 | 加茂郡 富岡村                 | 加茂郡 富岡村   | 加茂郡 富岡村     | 加茂郡 富田村     | 加茂郡 富田村     | 昭和29年 7月1日 加茂郡 富加村 | 昭和49年 7月1日 加茂郡 町制 富加町 | 加茂郡 富加町 |
| 加茂郡 鋳物師屋村 | 加茂郡 鋳物師屋村 | 加茂郡 鋳物師屋村                    | 加茂郡 鋳物師屋村          | 加茂郡 大平賀村 | 加茂郡 富岡村                 | 加茂郡 富岡村   | 加茂郡 富岡村     | 武儀郡 関町の一部 | 関市 の一部       | 関市 の一部                   | 関市 の一部                        | 関市 の一部   |
| 加茂郡 市平賀村   | 加茂郡 市平賀村   | 加茂郡 市平賀村                      | 加茂郡 市平賀村            | 加茂郡 大平賀村 | 加茂郡 富岡村                 | 加茂郡 富岡村   | 加茂郡 富岡村     | 武儀郡 関町の一部 | 関市 の一部       | 関市 の一部                   | 関市 の一部                        | 関市 の一部   |
| 加茂郡 肥田瀬村   | 加茂郡 肥田瀬村   | 加茂郡 肥田瀬村                      | 加茂郡 肥田瀬村            | 加茂郡 肥田瀬村 | 加茂郡 富岡村                 | 加茂郡 富岡村   | 加茂郡 富岡村     | 武儀郡 関町の一部 | 関市 の一部       | 関市 の一部                   | 関市 の一部                        | 関市 の一部   |

## 行政
町制60周年を記念してゆるキャラのとみぱんが制定された。

### 町長
- 渡邉圭太(2024年6月2日就任、1期目)

#### 歴代町長（村長）
- 板津亨　（1954年 - 1963年）
- 井上鐘平　（1963年 - 1975年）　※1974年に町制施行により初代富加町長となる。
- 織部均　（1975年 - 1991年）
- 渡辺武利　（1991年 - 2012年）
- 板津德次　（2012年 - 2024年）

### 議会
- 定数:8名
- 任期:2027年4月29日

### 友好交流都市
友好交流市
- 三重県志摩市 - 町民祭り・道の駅にて特産品が販売されている。

その他
- 夕雲の城 - 富加町・坂祝町・美濃加茂市にて歴史提携。
- みのかも定住自立圏の6市町村（富加町、美濃加茂市、坂祝町、川辺町、七宗町、八百津町）が連携して、地域の生涯学習講座。
- ミニカー「トミカ」を製造販売しているタカラトミーとコラボ・協調しており、祭りではイベントとして限定販売されている。
- 富加町国際交流協会

## 人口
| |                                        |  |
| 富加町と全国の年齢別人口分布（2005年） | 富加町の年齢・男女別人口分布（2005年） |  |
| ■紫色 ― 富加町 ■緑色 ― 日本全国 | ■青色 ― 男性 ■赤色 ― 女性              |  |
| 富加町（に相当する地域）の人口の推移 \| 1970年（昭和45年） \| 4,863人 \| \| \| 1975年（昭和50年） \| 5,269人 \| \| \| 1980年（昭和55年） \| 5,635人 \| \| \| 1985年（昭和60年） \| 5,816人 \| \| \| 1990年（平成2年） \| 5,898人 \| \| \| 1995年（平成7年） \| 5,853人 \| \| \| 2000年（平成12年） \| 5,835人 \| \| \| 2005年（平成17年） \| 5,710人 \| \| \| 2010年（平成22年） \| 5,516人 \| \| \| 2015年（平成27年） \| 5,564人 \| \| \| 2020年（令和2年） \| 5,626人 \| \| |                                        |  |
| 総務省統計局 国勢調査より |                                        |  |
| 1970年（昭和45年） | 4,863人                                |  |
| 1975年（昭和50年） | 5,269人                                |  |
| 1980年（昭和55年） | 5,635人                                |  |
| 1985年（昭和60年） | 5,816人                                |  |
| 1990年（平成2年） | 5,898人                                |  |
| 1995年（平成7年） | 5,853人                                |  |
| 2000年（平成12年） | 5,835人                                |  |
| 2005年（平成17年） | 5,710人                                |  |
| 2010年（平成22年） | 5,516人                                |  |
| 2015年（平成27年） | 5,564人                                |  |
| 2020年（令和2年） | 5,626人                                |  |

## 経済

### 特産品
- 古代米
- 黒米
- 赤米
- 古代米を使用した饅頭（紅ごま・穂の香・紫の舞い）(米寿庵)
- 堂上蜂屋柿
- 美濃ヘルシーポーク（銘柄推進協議会）
- 純米酒・半布里戸籍睦鳥、加治田城、黒米酒、赤米酒
- 黒米最中
- 黒米もち・赤米もち
- 富月(クリーム・抹茶）（菓子乃屋 ふづき）
- 松茸料理
- 半布里そば道場
- 半布里工房
- 加治田営農組合

### 工業
- KVK(本社)
- 田中工業
- 日興精機株式会社
- 名濃
- 野田産業
- まこと工業
- 天池モールド
- 天池化学

## 教育

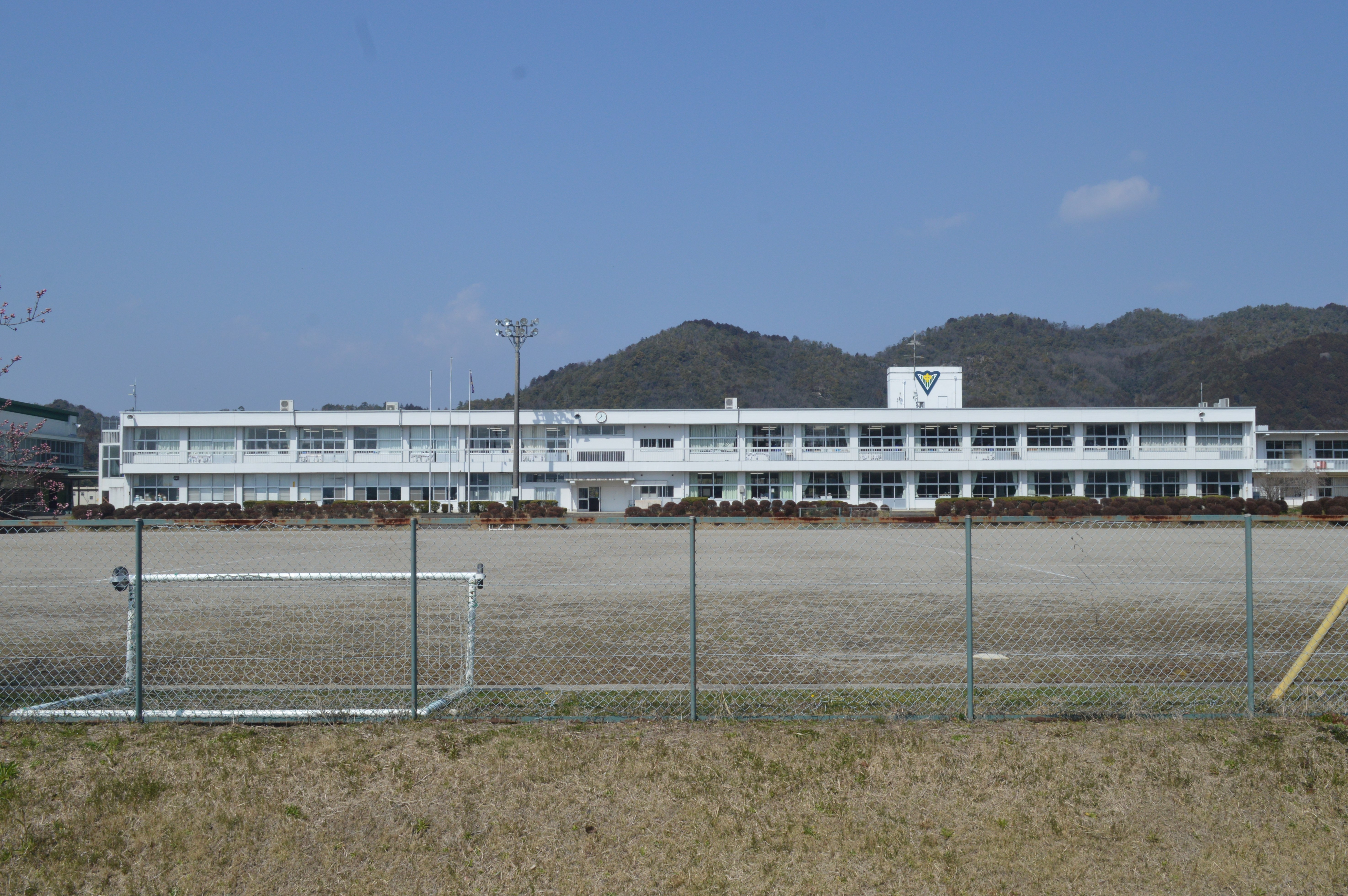
双葉中学校

### 大学
- 岐阜医療科学大学[5]

### 中学校
- 美濃加茂市富加町中学校組合立双葉中学校 - 富加町に所在する。美濃加茂市と富加町の組合立の中学校であり、両自治体の生徒が通学する。

### 小学校
- 富加町立富加小学校

## 交通

### 鉄道
- 長良川鉄道越美南線
  - 富加駅

### バス
- あい愛バス「フルーツ蜂屋線」

美濃加茂市のコミュニティバスだが、富加町内に「コメリ富加店」「富加羽生」バス停がある。
- 関市内巡回バス「関上之保線」

関市のコミュニティバスだが、富加町内に「長峰坂」「大平賀」「小牧口」バス停がある。

### 道路
- 高速道路
  - 東海環状自動車道：富加関IC
- 一般国道
  - 国道418号富加バイパス
- 県道
  - 岐阜県道58号関金山線
  - 岐阜県道63号美濃加茂和良線
  - 岐阜県道97号富加七宗線
  - 岐阜県道364号大平賀富加停車場線
- 道の駅
  - 半布里の郷 とみか

## 施設
- 富加郵便局
- 加治田郵便局
- 加茂警察署
  - 富加駐在所
- 可茂消防事務組合中消防署
  - 富加出張所
- 富加町役場
- 富加町タウンホールとみか
  - 富加町タウンホールとみか図書室
- 半布ヶ丘公園
- 半布ヶ丘教育キャンプ場
- 富加町B&G海洋センター
- 富加町営高畑住宅
- 富加町営加治田住宅
- 富加町東公民館
- 富加町西公民館

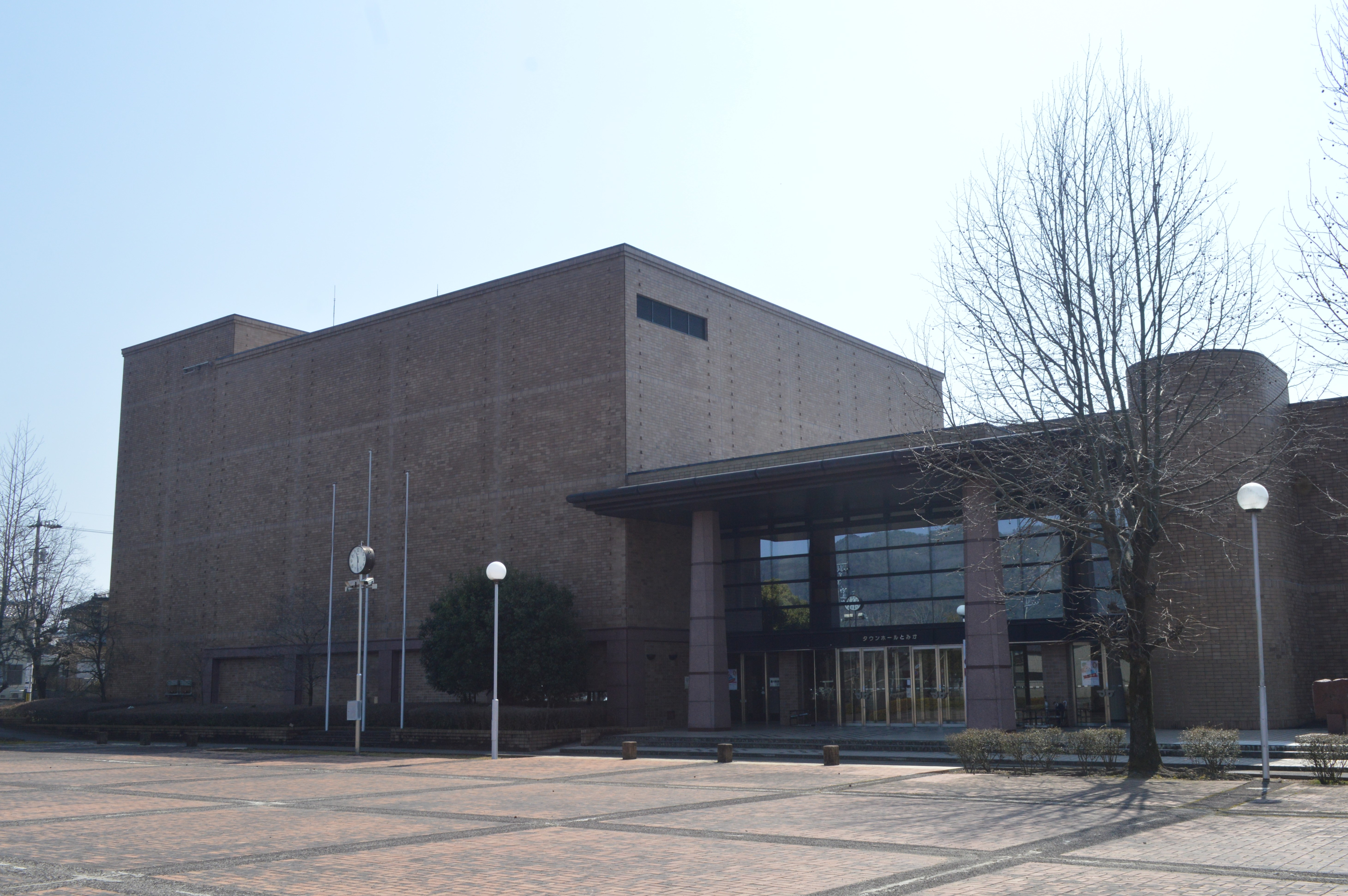
富加町タウンホールとみか

- 富加町南公民館 - 富加商工会事務所がある。
- 富加町保健センター・地域包括支援センター
- 富加町消防団
- 児童センター
- 東児童館・子育て支援センター（子育て支援拠点施設すくすく内・旧わかくさ保育園）
- りんご保育園　とみか[6]
- とみかこども園（とみか保育園）
- FMらら[7]

## 名所・旧跡・遺跡・観光スポット
史跡
- 加治田城跡
- 堂洞城跡
- 井高1号古墳
- 東山浦遺跡
- 恵日山遺跡
- 半布里遺跡（東山浦遺跡）
- 稲荷山古墳
- 閏田古墳

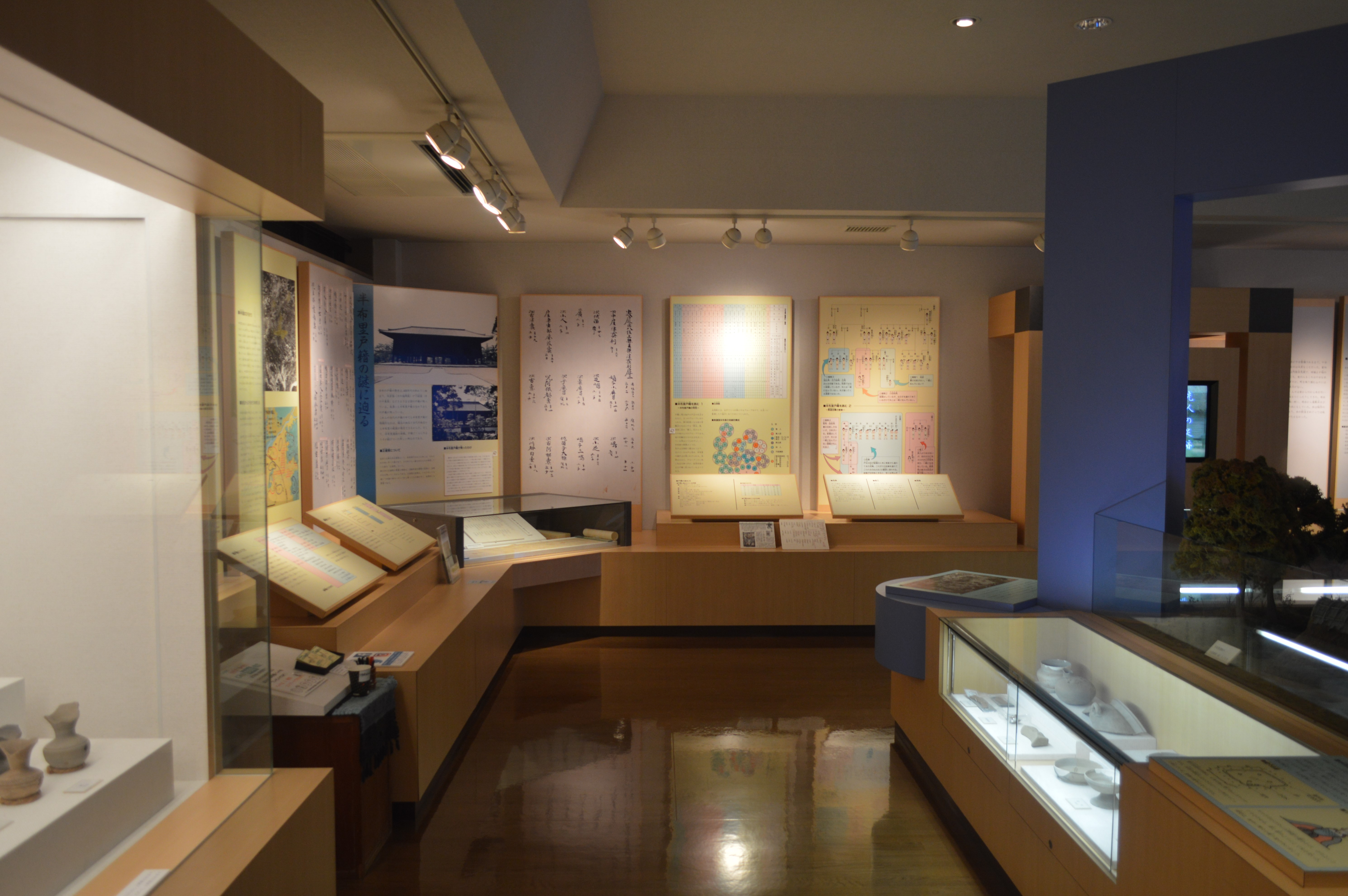
富加町郷土資料館

- 夕田茶臼山古墳-県指定史跡[8]・現在51基の古墳がある。[9]

神社
- 大山神社
- 佐久太神社
- 伊和神社
- 絹丸神社
- 藤平神社
- 春日神社
- 神明神社
- 白山神社
- 若御子神社
- 半布神社

寺院
- 大梅寺
- 東香寺
- 清水寺 - 十一面観音坐像・二天門・清水谷川公園-京都の音羽山清水寺と同じ1200年の歴史がある草創縁起。
- 龍福寺 - 佐藤忠能、池田恒興の遺品がある。
- 光宗寺
- 齢峰寺 - 2体の無縫塔があり、池田恒興・池田元助父子のものと伝承（岐阜県指定重要文化財[8]）
- 法源寺
- 蓮光寺
- 智勝院
- 萬久寺
- 鳳林寺
- 淨光寺
- 長安寺
- 弘法堂
- 護国観音堂
- 観音庵

観光スポット
- 加治田城城下町・旧飛騨街道[10]。
- 松井屋酒造場 -寛政7年（1795年）に建造された酒造場
- とみか駅前朝市
- ふれあいサロンどうだん
- 道の駅半布里の郷 とみか - 地元のとりたて旬の野菜コーナーやとみかのわっかパン工房がある。富加町土産以外にも、加茂郡や隣の関市の土産や交流都市志摩市の土産や季節限定メニューが販売されている。広場で年中多彩なイベントも行われている。
- 富加町郷土資料館
- 梨割山
- フォーラム加治田
- 半布里愛菜会
- 富加町かわまちづくり[11]・トミパーク
- 半布ヶ丘公園

## 祭事・催事
- 半布里 - 岐阜県どまつり鳴子踊り チーム～「まちの元気づくり実行委員会」[12]。
- 富加町民祭り（産業祭）
- 富加町民運動会
- とみか駅前夏祭り
- 坂井杯争奪中濃地区剣道大会

## 文化

### 文化財
- 田の神祭 - 岐阜県指定無形民俗文化財
- 雲板  -岐阜県指定重要文化財
- 佐藤紀伊守肖像画 - 富加町指定重要文化財
- 池田恒興（信輝）遺品の馬具と槍 - 富加町指定重要文化財
- 東香寺庭園 - 富加町指定重要文化財
- 清水寺・木造十一面観世音菩薩坐像  -国の重要文化財（毎年成人の日午前中だけご開帳）
- 木造地蔵菩薩立像 - 岐阜県指定重要文化財
- 光宗寺・銀杏の木 - 富加町指定天然記念物
- 木造聖観世音菩薩立像 - 岐阜県指定重要文化財

他にも多くの文化財が保存されている。

### 歴史資料
- 半布里戸籍（1300年以上前の日本最古の戸籍）
- 加治田刀剣
- 富加町郷土資料館 -郷土史上の人物や古墳時代・戦国時代等の各時代の歴史資料の展示公開、学芸員による案内のほか、歴史系書籍販売と現代加工品販売も行っている。
- 『夕雲の城』 織田信長の東美濃攻略歴史PRマンガ
- 『富加町史』（上巻史料編・下巻通史編）
- 堂洞軍記
- 濃州堂洞記
- 堂洞落城記
- 異本堂洞軍記
- 堂洞軍艦記
- 永禄美濃軍記
- 南北山城軍記

## 富加町出身の人物・ゆかりのある人物
- 加治田衆（旧加治田地域の衆）
- 平井信正（宮内卿）
- 平井綱正(武将)
- 平井貞誠（歌人・茶人）
- 佐藤忠能（一代加治田城城主）
- 佐藤忠康（武将）
- 佐藤昌信(武将)
- 八重緑（佐藤の娘姫）
- 正室院（佐藤の次女で斎藤利治の正室）
- 長沼三徳（武将)
- 長沼藤治兵衛（武将）
- 西村治郎兵衛（武将・忍者）
- 湯浅新六（武将・槍術）
- 大島光義（武将・弓術）
- 大島光成（大島光義長男)
- 大島光政（大島光義次男）
- 大島光俊（大島光義三男）
- 大島光朝（大島光義四男）
- 大島吉綱（槍術家・大島光義養子・湯浅新六の弟子）
- 大島義保（加治田大島氏、旗本）
- 大島義浮（加治田大島氏　旗本寄合席）
- 大島義陳（加治田大島氏　旗本寄合席）
- 佐藤信則（武将)
- 佐藤堅忠（武将)
- 佐藤継成（武将・旗本)
- 佐藤成次（武将・旗本)
- 井戸宇右衛門（武将）
- 白江権左衛門 （武将）
- 小森半平（武将）
- 梶田直繁（野武士・川並衆）
- 梶田繁政（武将）
- 岸信周（堂洞城主）
- 岸信房（武将)
- 岸信貞（武将)
- 梅村良澤（隠士）
- 斎藤利治（斎藤道三の末子、二代加治田城主）
- 斎藤利堯（斎藤利治の祖父、三代加治田城主)
- 斎藤義興（利治の子、道三の孫）
- 斎藤市郎左衛門（利治の次男、道三の孫）
- 斎藤徳元（武将・俳人）
- 斎藤元忠（武将）
- 西尾氏教（武将・旗本）
- 大野喜月（詩人・俳人・歌人）
- 木村小舟（児童小説家)
- 中村敬一（政治家）
- 加藤七左衛門（剣道家）
- 坂井賢一（剣道家）
- 金田英太郎（教育者）
- 板津宇平治（政治家）
- 愨大機（僧）
- 長沼正（海軍少佐）
- 酒向健三（陸軍中佐）
- 丹羽修二（刀工）
- 河合米田（画家）
- 佐野えんね（ドイツ語学者）
- 板津德次(町長・保護司)
- 天池信正（実業家・コーディネーター）
- 天池正登（研究員）